# Burg Hohenstaufen

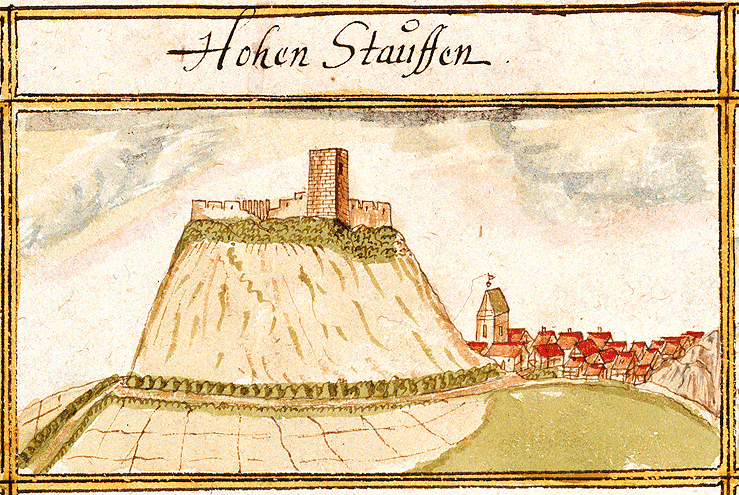
Ansicht nach dem Forstlagerbuch von Andreas Kieser um 1685 (Blick von Westsüdwesten; der Ort Hohenstaufen liegt südöstlich des Berges)

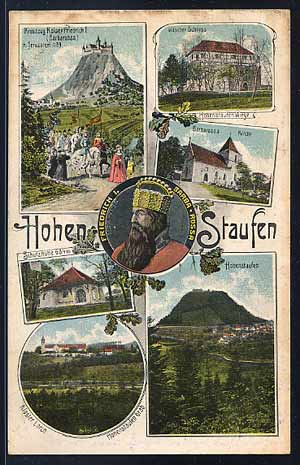
Hohenstaufen auf einer Ansichtskarte von 1905

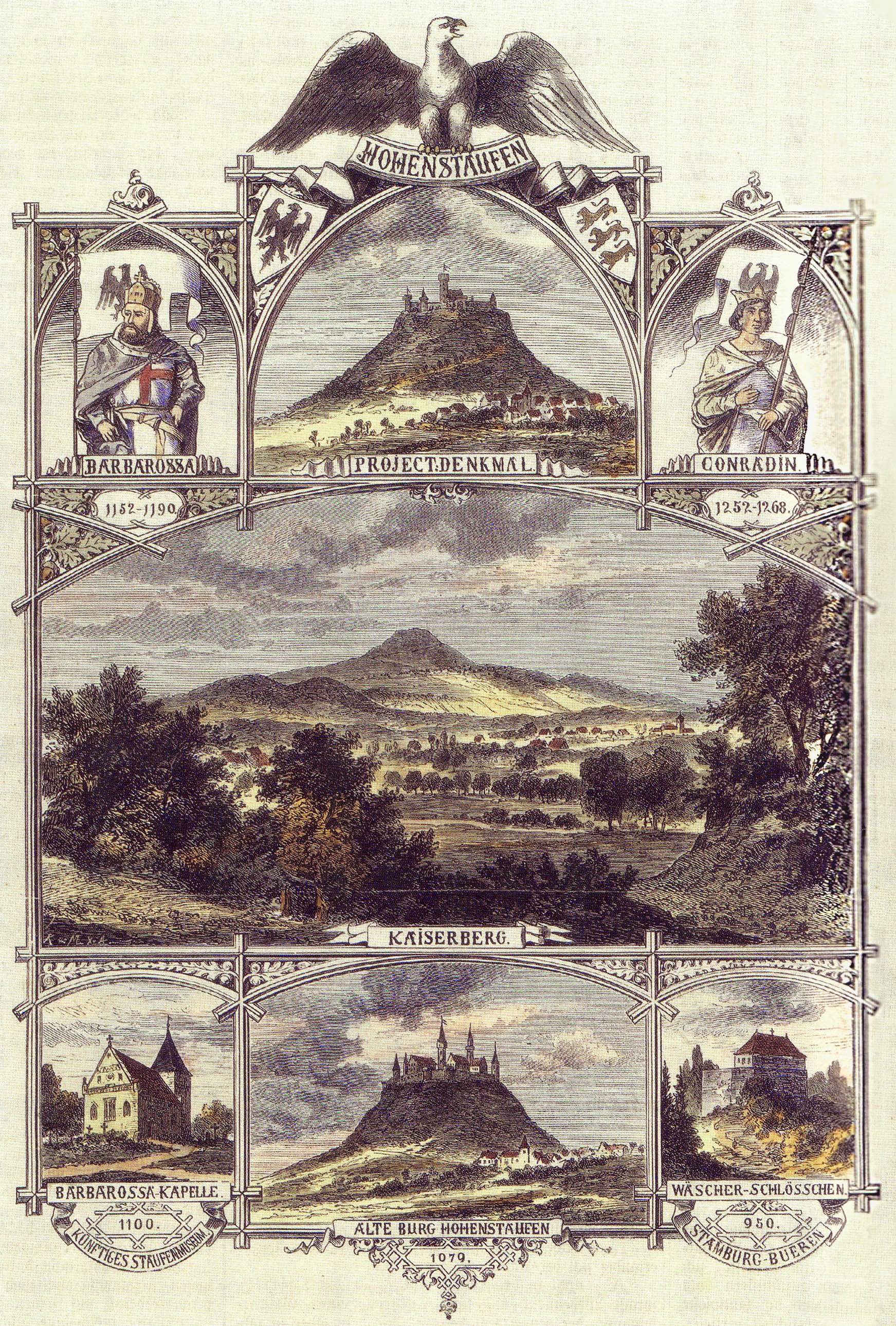
Plan eines Nationaldenkmals, Gedenkblatt 1871

Die Burg Hohenstaufen ist die Ruine einer mittelalterlichen Gipfelburg oberhalb des Ortes Hohenstaufen, eines Stadtteils von Göppingen in Baden-Württemberg.

## Geographische Lage
Die Höhenburg liegt auf dem Gipfel des Hohenstaufen in 684 m ü. NN Höhe.
Der Name Stauf – ein Trinkgefäß – bezieht sich auf die Kegelform des Berges, der einem umgedrehten Stauf vergleichbar erscheint oder assoziiert und der bereits in der späten Hallstattzeit eine Höhensiedlung trug.

## Geschichte

### Vorgeschichte der Burg
Erst seit wenigen Jahren ist bekannt, dass der Gipfel des Hohenstaufen bereits lange vor dem Bau der mittelalterlichen Burg besiedelt war. Im Jahre 2003 wurde im nordöstlichen Teil des Gipfelplateaus ein Bestattungsareal entdeckt und untersucht. Es konnten 20 Bestattungen von Männern, Frauen und Kindern nachgewiesen werden, die mit C14-Proben von der ausgehenden Merowingerzeit (1. Hälfte des 8. Jahrhunderts) bis ins frühe Hochmittelalter datiert werden konnten. Bei punktuellen Grabungen in den Folgejahren wurde Keramik derselben Periode entdeckt („ältere gelbe Drehscheibenware vom Typ Runder Berg“; 8. bis Mitte des 11. Jahrhunderts). Bei Grabungen und Renovierungsarbeiten in den Jahren 2009 bis 2013 fanden sich außerdem Hinweise zur Besiedlung des Hohenstaufen bereits in der Bronzezeit sowie in der späten Hallstatt- und frühen Latènezeit (5. Jahrhundert v. Chr.). Die Auswertung dieser Funde ist noch nicht abgeschlossen (Stand 2014).

### Die mittelalterliche Burg (um 1070 bis 1525)
Erbaut wurde die hochmittelalterliche Burg Hohenstaufen nach schriftlichen Quellen um 1070 vom Stauferherzog Friedrich I. von Schwaben. Genaue Baudaten sind nicht überliefert, jedoch lassen die Aufzeichnungen Otto von Freisings (gestorben 1158) den Schluss zu, dass die Burg um 1070 entstanden ist. Heute geht man davon aus, dass Friedrich noch als Graf eine bereits bestehende einfachere Befestigung auf dem Hohenstaufen umgestaltet und zur Burg ausgebaut hat, denn Otto von Freising berichtet, Friedrich habe eine „colonia“ (Wohnsiedlung), in „castro“ (auf die Burg) verlegt und diese entsprechend ausgebaut. Herzog Friedrich residierte in der Folge zeitweise auf dem Staufen und er war auch der erste, der sich nach Burg und Berg nannte. Da die Burg noch vor Friedrichs Erhebung zum Herzog (1079) errichtet wurde, war sie zunächst keine Reichsburg, sondern Allod des Staufers. Der Hohenstaufen war bis Mitte des 13. Jahrhunderts Stammburg des Königs- und Kaisergeschlechts der Staufer. Danach kam es zu mehrfachen Änderungen der Besitzverhältnisse.
Im Anschluss an einen Feldzug Herzog Friedrichs II. durch Oberschwaben im Jahre 1132, der zur Verwüstung welfischer Besitzungen führt, unternahm der bayerische Herzog Heinrich der Stolze noch im selben Jahr einen Vergeltungszug über Daugendorf an der Donau bis zum Hohenstaufen, wobei die staufischen Besitzungen verheert und verbrannt wurden. Die Stammburg blieb unbesiegt, wie auch im folgenden Feldzug von 1134. Im 12. Jahrhundert wurde die Burg ausgebaut und verstärkt, aus dieser Zeit stammt u. a. die Zwischenmauer, die die Anlage in eine Art Vorburg und eine Art Zitadelle teilt.
Herzog Friedrich IV. nannte sich spätestens ab 1163 „Herzog von Staufen“. Er ist unter allen „Staufern“ der einzige, der bereits in zeitgenössischen Urkunden den Hohenstaufen im Namen führte. Wahrscheinlich residierte er auf der Burg. Ob Kaiser Friedrich Barbarossa, der Enkel Friedrichs I., die Stammburg seiner Familie besuchte, als er sich 1154 in oder bei Göppingen aufhielt und als er 1188 an der Weihe des Hochaltars der Klosterkirche Adelberg teilnahm, ist nicht belegt. Gesichert ist der Aufenthalt des Kaisers auf der Burg am 11. Mai 1181. An diesem Tag stellte er „in castro Stoufen“, also in der Burg Staufen, eine für das Kloster Adelberg wichtige Urkunde aus, deren Original heute im Hauptstaatsarchiv Stuttgart verwahrt wird. Am 27. August 1208 starb auf der Burg Hohenstaufen Königin Irene, die junge Witwe des gut zwei Monate zuvor ermordeten Philipp von Schwaben bei der Frühgeburt ihres Kindes. Andere Könige und Kaiser des Geschlechts der Hohenstaufen haben die Burg vermutlich nicht besucht.
Erst im 14. Jahrhundert setzte sich die heute gebräuchliche Bezeichnung „Hohenstaufen“ für Berg und Burg durch. Zur Unterscheidung dazu nannte man das heutige Dorf Hohenstaufen zunächst weiterhin Staufen. Staufische Dienstleute, die zugleich auch Burgmannen auf dem Hohenstaufen waren, erbauten in der Umgebung, die man schon damals ein „Stauferland“ nennen konnte, eigene Burgen, wie beispielsweise die Burg Hohenrechberg. Im Mittelalter und in der Frühen Neuzeit hatte der Marktflecken Hohenstaufen aufgrund seiner Eigenschaft als Burgweiler besondere Privilegien innerhalb des württembergischen Amts Göppingen.
Im Jahre 1241 findet sich der letztmalige Nachweis der Burg Hohenstaufen als staufischer Besitz im Reichssteuerverzeichnis. Nach dem Untergang der Staufer im Jahre 1268 wurde die Burg von König Rudolf von Habsburg zur Reichsburg erklärt. Als neuer Eigentümer besuchte der König die Burg im Jahre 1288.
Der strategisch und ideell wichtige Platz bildete in der Folge einen ständigen Zankapfel zwischen den Grafen von Württemberg und dem Reich. Die Burg fiel nach Ende der Stauferzeit als Pfand des Reiches an Württemberg. Der Belagerung und Eroberung durch Graf Eberhard von Württemberg zusammen mit Heinrich Goeler sowie Gottfried und Dieter von Neipperg im Jahre 1319 folgte eine ebenfalls erfolgreiche Belagerung durch Kaiser Karl IV. im Jahr 1360. Am 17. Mai 1366 erwarb Herzog Albrecht von Österreich von Kaiser Karl IV. gegen Bezahlung die Burgen Hohenstaufen und Achalm. Im Jahre 1371 genehmigte Kaiser Karl IV. die Erhöhung des Pfandschillings zur Instandsetzung der Burg – „Mauern und Dächer seien gar niedergegangen“.
Seit 1372 war der Hohenstaufen wieder in der Hand der Grafen von Württemberg. Nach der Vertreibung Herzog Ulrichs im Jahre 1519 reklamierte der Obervogt von Göppingen Georg Staufer von Bloßenstaufen, der sich als Nachfahre des alten Kaiserhauses ausgab, erfolgreich den Hohenstaufen für sich, er erhält die Burg im Jahre 1520 von Kaiser Karl V. wegen seiner Verdienste um den Schwäbischen Bund.

### Zerstörung und Verfall der Burg Hohenstaufen (1525 bis um 1800)
Die Burg wurde nur von einer kleinen Mannschaft verteidigt, als sie im Bauernkrieg am 29. April 1525 von aufständischen Bauern zerstört wurde. Nach kurzer Belagerung und einem ersten Anrennen des „Hellen Haufens“ der Gaildorfer und Schwäbisch Haller Bauern entschloss sich die Burgbesatzung unter Ritter Michel Reuß von Reußenstein zum Ausfall. Unter dem Donner aller im Torbereich aufgestellten Geschütze gelang die Flucht in dichtem Pulverdampf. Nach diesem von Chronisten als wenig rühmlich beschriebenen Ende wurde die Burg von den Bauern geplündert und in Brand gesteckt. Einer anderen Quelle zufolge wurde die Burg vom Bauernhaufen des Jörg Bader aus Böblingen im zweiten Ansturm erobert und zerstört. Wieder eine andere Quelle datiert die Inbrandsetzung der Burg exakt auf den frühen Nachmittag des 1. Mai 1525: „1525 ahn St. Philippi Jacobi tag, ist Hohenstauffen von den bauren verbrennt wordten, zwischen 1 und 2 uhr nachmittag.“
Bereits im Jahre 1555 ließ Herzog Christoph von Württemberg die ausgebrannte Ruine als Steinbruch für den Bau des Göppinger Schlosses nutzen. Trotz der intensiven Abbrucharbeiten fand der Tübinger Historiker Professor Martin Crusius im Jahre 1588 bei einem Besuch der Ruine noch umfangreiche Baureste vor, die er beschrieb und skizzierte. Er vermerkte, dass „außer nackten Mauern und Türmen ohne Dächer und Gebälk“ nichts mehr zu erblicken sei und die verbliebenen Mauern weiter zurückgingen, „denn es werden Steine für weitere Gebäude nach Göppingen gebracht“. Im Dreißigjährigen Krieg (1618–1648) spielte die Ruine keine Rolle. Von 1636 bis 1648 gehörte Hohenstaufen im Rahmen des Amts Göppingen zu Österreich. Wegen des unsicheren Rechtstitels war die Burg nicht wieder aufgebaut worden.
Eine noch im Jahre 1685 vorhandene Bergfriedruine, belegt durch ein Aquarell von Andreas Kieser, wurde 1705 abgetragen. Eine Urkunde vom 20. Mai dieses Jahres berichtet, dass ein noch stehengebliebener Turm durch einen Riss baufällig geworden sei und „den Menschen und Vieh Schaden bringen werde“. Die Rentkammer erlaubte daraufhin den Abbruch. Vermutlich handelte es sich um den „Bubenturm“ im Südwesten der Anlage und nicht um den eigentlichen Bergfried („Mannsturm“) weiter im Zentrum der langgestreckt-ovalen Burg.
1736 beschloss Herzog Karl Alexander von Württemberg, auf dem Hohenstaufen eine neue Festung zu errichten. Das Vorhaben wurde infolge des Todes des Herzogs im Frühjahr 1737 nicht verwirklicht, bei vorbereitenden Schanz- und Planierarbeiten im Sommer 1736 wurde auf dem Gipfelplateau auch Sprengstoff eingesetzt. Im Jahre 1769 wird berichtet, dass vom Gipfel des Berges „60 Wagen Mauersteine zum Hausbau“ abtransportiert worden seien. Ob es sich um Reste der alten Ruine oder um Material aus ersten Aufmauerungen des Vorhabens von 1736 handelt, ist unklar. Ein Holzstich Max Bachs von 1798 zeigt „den letzten Mauerrest vom Hohenstaufen“. Ab dem frühen 19. Jahrhundert war von der einstigen Burg nichts mehr zu sehen.

### Erforschung der Burg seit 1871, Pläne zum Wiederaufbau
Vor allem nach der Reichsgründung von 1871 galt der Burgberg als deutsches Nationaldenkmal. Im 19. Jahrhundert gab es drei Anläufe, die Burg zumindest in Teilen neu aufzubauen. Doch der Hohenstaufenverein, der eine „Warte“ erstellen wollte, sowie zwei „Hohenstaufencomités“, die ein Nationaldenkmal errichten wollten, konnten ihre Pläne aus finanziellen Gründen nicht verwirklichen. Durchgeführt wurden 1871 und 1888 lediglich erste Grabungen der beiden Göppinger Hohenstaufencomités. Zu diesem Zeitpunkt bis zur folgenden Grabung 1935/36 war von der Burg oberflächlich nichts mehr zu erkennen. Im Jahre 1904 errichtete der Schwäbische Albverein eine Hütte auf dem Berg, die 1975 durch Brandstiftung zerstört wurde. An ihre Stelle trat 1976/77, just zum „Stauferjahr“ 1977 wenige Meter weiter östlich eine neue „Hütte“ aus Beton. Bei diesem Bau wurden die Denkmalschutzbehörden übergangen und Schäden an der Substanz des Bodendenkmals verursacht. Das Gebäude wurde 2009 von der Stadt Göppingen vom Albverein erworben und im Jahr darauf durch das heutige Burgrestaurant ersetzt.
Am Fuß des Berges erinnert seit 1977 der Dokumentationsraum für staufische Geschichte an die Vergangenheit von Burg und Herrschergeschlecht. Die Ruine und der Dokumentationsraum sind seit 1977 herausragende Sehenswürdigkeiten an der Straße der Staufer.
Als Staufergedenkstätte kann auch die benachbarte Pfarrkirche St. Jakob gelten, bekannt als Barbarossakirche. Seit dem 1. Juni 2002 steht auf dem Hohenstaufen zur Erinnerung an die Stauferzeit eine Stauferstele.
Eine Göppinger Interessengemeinschaft trat 2010 erneut mit dem Plan eines möglichst originalgetreuen Wiederaufbaus der Burg an die Öffentlichkeit. Die Pläne gelten aus denkmalschützerischen und finanziellen Gründen spätestens seit 2012 als endgültig chancenlos. Auch ein Aussichtsturm soll nicht errichtet werden.

## Beschreibung der Anlage
In zwei Grabungskampagnen 1936 bis 1938 (Walther Veeck) und 1967 bis 1971 wurden die Burgfundamente freigelegt und gesichert. Im Jahr 2010 wurden Baumaßnahmen zur Sicherung der Anlage abgeschlossen. Dabei wurden die bestehenden Ruinen teilweise erweitert. 
Die Burg teilt sich in Kernburg und Vorburg. Der Bergfried weist eine Seitenlänge von 10 m auf. Teile der Burg zeigen Buckelquadermauerwerk.

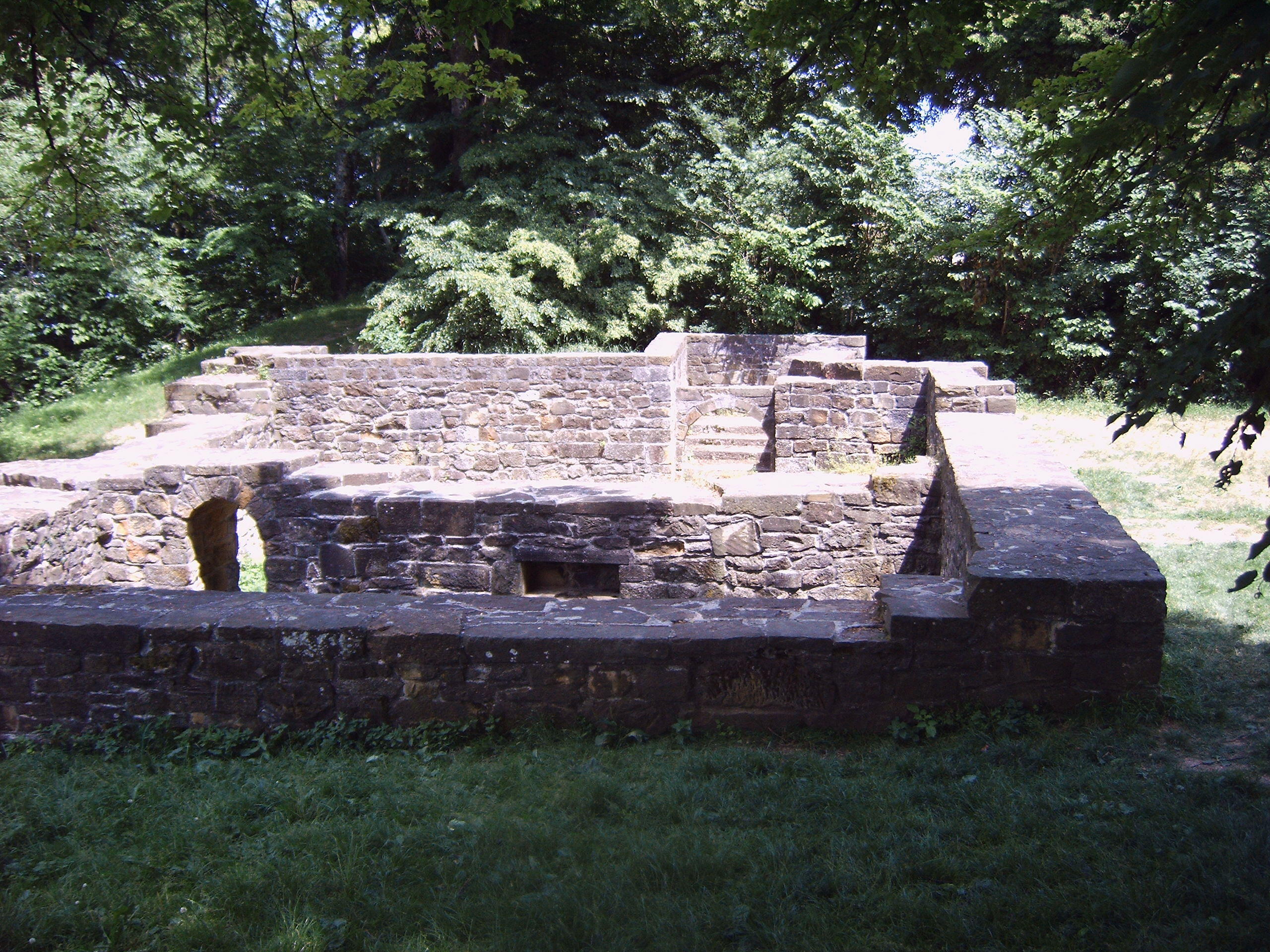
Ruinen (2006)
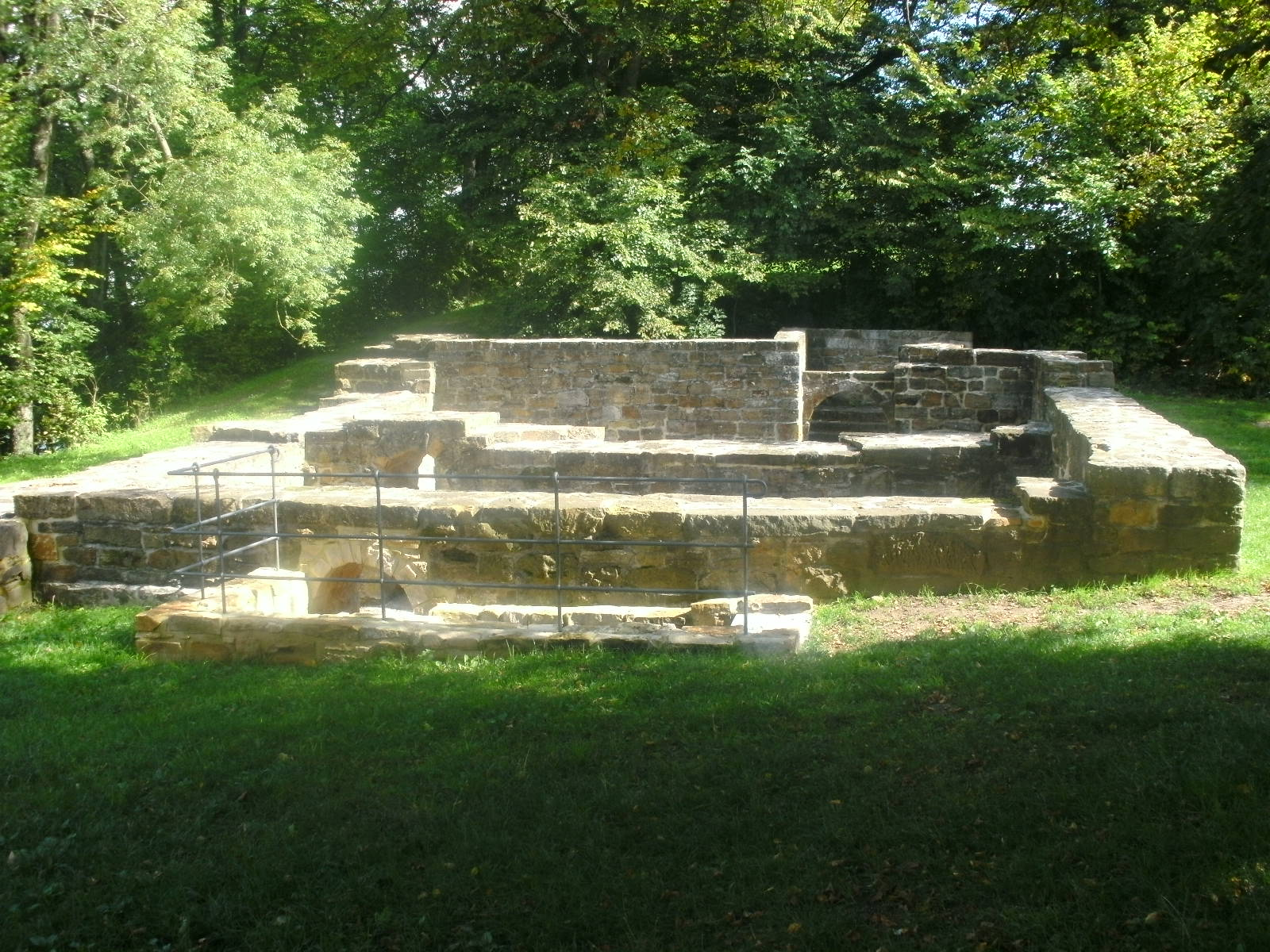
Ruinen (2010)
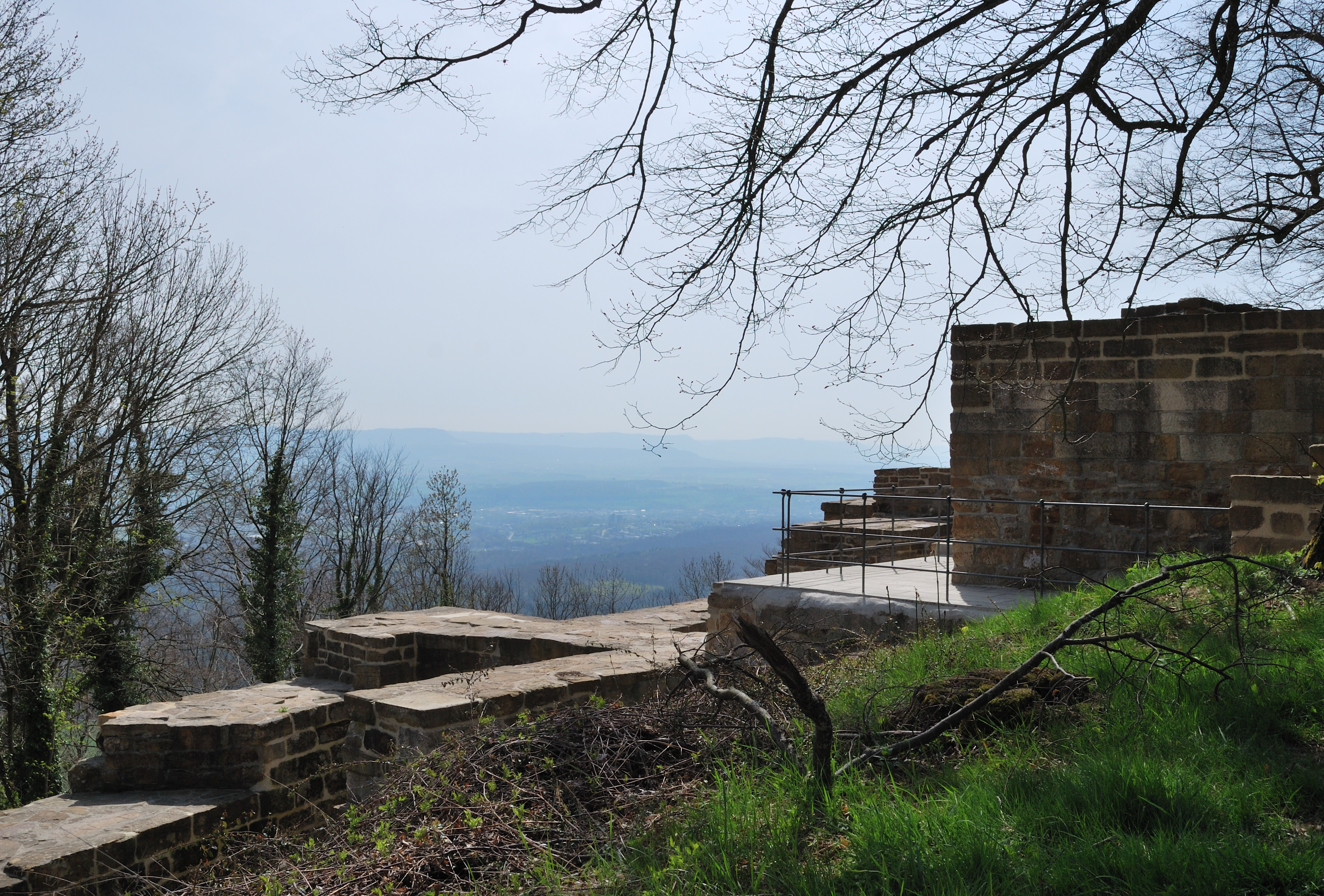
Blick über die Ruinen ins Tal
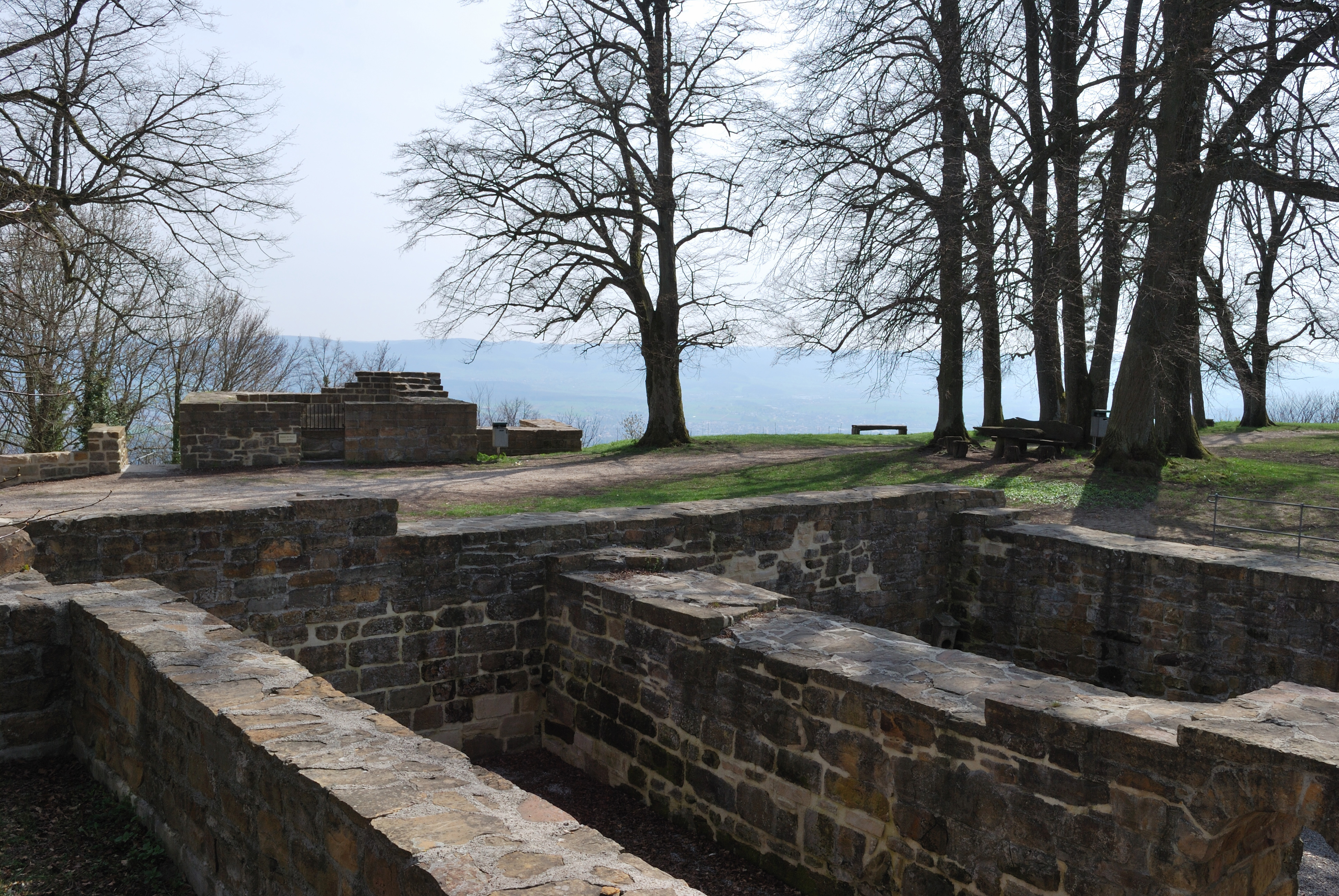
Ruinen
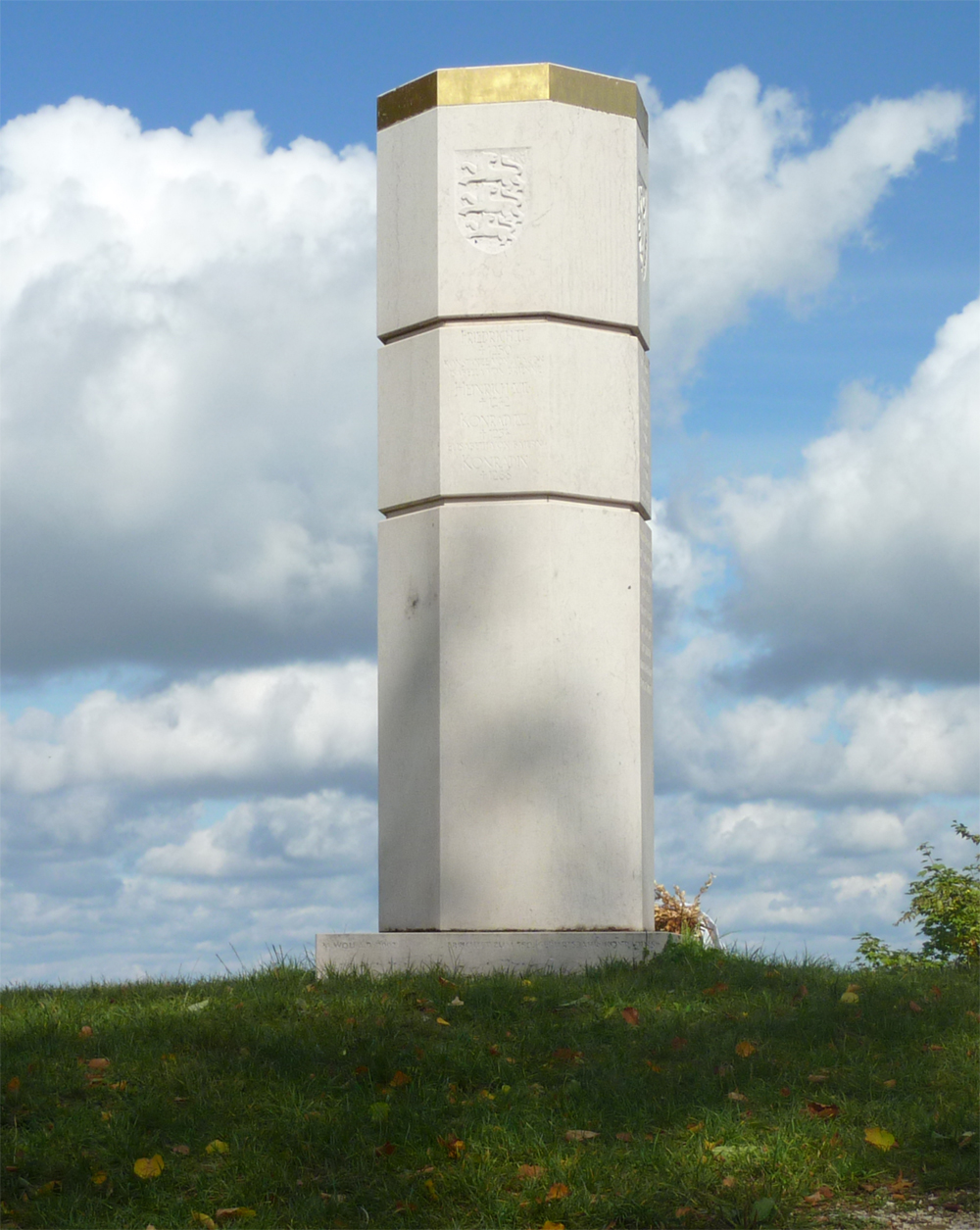
Stauferstele auf dem Hohenstaufen